# Jutta Heine
Judith Heine, detta Jutta (Stadthagen, 16 settembre 1940), è un'ex velocista e ostacolista tedesca.
In carriera è stata campionessa europea dei 200 metri piani nel 1962 e vincitrice di due medaglie d'argento ai Giochi olimpici di Roma 1960.

## Palmarès
| Anno                                              | Manifestazione  | Sede         | Evento      | Risultato | Prestazione | Note                  |
| ------------------------------------------------- | --------------- | ------------ | ----------- | --------- | ----------- | --------------------- |
| In rappresentanza della Squadra Unificata Tedesca |                 |              |             |           |             |                       |
| 1960                                              | Giochi olimpici | Roma         | 200 m piani | Argento   | 24"4        |                       |
| 1960                                              | Giochi olimpici | Roma         | 4×100 m     | Argento   | 44"8        |                       |
| 1964                                              | Giochi olimpici | Tokyo        | 200 m piani | Batteria  | dq          |                       |
| 1964                                              | Giochi olimpici | Tokyo        | 4×100 m     | 5ª        | 44"7        |                       |
| In rappresentanza della Germania Ovest            |                 |              |             |           |             |                       |
| 1962                                              | Europei         | Belgrado     | 100 m piani | Argento   | 11"3        |                       |
| 1962                                              | Europei         | Belgrado     | 200 m piani | Oro       | 23"5        | Record dei campionati |
| 1962                                              | Europei         | Belgrado     | 4×100 m     | Argento   | 44"6        |                       |
| 1963                                              | Universiadi     | Porto Alegre | 200 m piani | Oro       | 24"60       |                       |
| 1963                                              | Universiadi     | Porto Alegre | 80 m hs     | Oro       | 10"95       |                       |